# Burgruine Freudenstein
Die Burgruine Freudenstein ist die Ruine einer Spornburg im gleichnamigen Ortsteil der Gemeinde Feldkirchen an der Donau im Bezirk Urfahr-Umgebung von Oberösterreich. Die Ruine liegt in diesem Ortsteil direkt oberhalb des Rossbaches (auch Freudensteinerbach genannt).

## Geschichte
Freudenstein war eine mittelalterliche Ministerialenburg mit einer Burgmauer und einem Bergfried, wie auf dem Stich von Georg Matthäus Vischer von 1674 noch zu erkennen ist. Die Erbauer sind nicht bekannt.
Heinrich von Lichtenhag verlieh 1278 dem Ulrich von Lobenstein die Burg Vreudenstein. 1284 eroberte Herzog Albrecht I. die damals dem Konrad von Summerau gehörende Burg. um 1303 war sie im Besitz des Klosters Niedernburg bei Passau. Aus einer Erburkunde vom 28. August 1308 geht hervor, dass Freudenstein damals zum Besitz der Piber zu Lobenstein gehörte. Peter von Lobenstein übergibt dabei seinen Stiefbrüdern Lewtold, Vlrich und Fridreich Prüschenkh „daz Haws zu Vreydenstain“.
Am 1. Mai 1333 verkauften die Brüder Ulrich und Friedrich Prüschenkh ihr „rechtes Aigen das haws zu Vreydenstain“ an Eberhard V. von Walsee. Dieser war Hauptmann im Lande ob der Enns und er war von den Habsburgern dazu auserkoren worden, die Macht der Schaunberger, die damals ein eigenes Land zwischen Österreich und Bayern errichten wollten, durch den Bau von Trutzburgen zu brechen. Naheliegenderweise war Graf Heinrich von Schaunberg gegen diesen Kauf, der in der Nähe seinen Stammsitz hatte. Bei dem Prozess entschied Herzog Albrecht von Österreich, dass Freudenstein in der Hand der Wallseer verbleiben sollte. Eberhard von Wallsee setzte auf der Burg Burggrafen ein, zu nennen sind: Trentzlin Walch, Hans Prembser (1376) und Hans Taumichler (1396). Die alte Burg Freudenstein war durch die Erfindung der Steinbüchse dazu strategisch nicht mehr optimal geeignet. Deshalb errichtete Eberhard von Wallsee 1364 die Burg Oberwallsee und übertrug alle Rechte (Gericht und Urbar) von Freudenstein auf Oberwallsee. Wolfgang V. von Walsee verkaufte die Burg 1439 an Bartholomeus Geymann, die Burg blieb aber weiterhin der Herrschaft Wallsee unterstellt.
In der Folge wurde Freudenstein verlassen und ist seit 1518 eine Ruine.

## Burgruine Freudenstein heute
Die Burganlage liegt auf einem Felssporn, der auf drei Seiten durch steile Felsabstürze gesichert ist. Die Zugangsseite wurde durch zwei teilweise aus dem Felsen herausgeschlagene Gräben, von denen einer noch erhalten ist, gesichert. Ein noch erhaltenes Quadermauerwerk befindet sich auf der Südseite. Dieses sitzt auf einer Futtermauer auf. Einzelne Kragsteine ragen aus der Mauer heraus. Auf dem eigentlichen Burgareal befinden sich keine Mauern mehr oberhalb Tag. In einem unteren Areal sind noch gemörtelte Mauern zu sehen.
Das heute noch bestehende Hausbauerngut war der zur Burg gehörende Meierhof. Allerdings ist dies ein Nachfolgebau aus den 1950er Jahren, das alte Hausbauerngut stand weiter westlich, war durch einen (mittlerweile eingeebneten) Graben gegen das Hinterland abgetrennt und wies einen Turm auf.

Burgruine Freudenstein
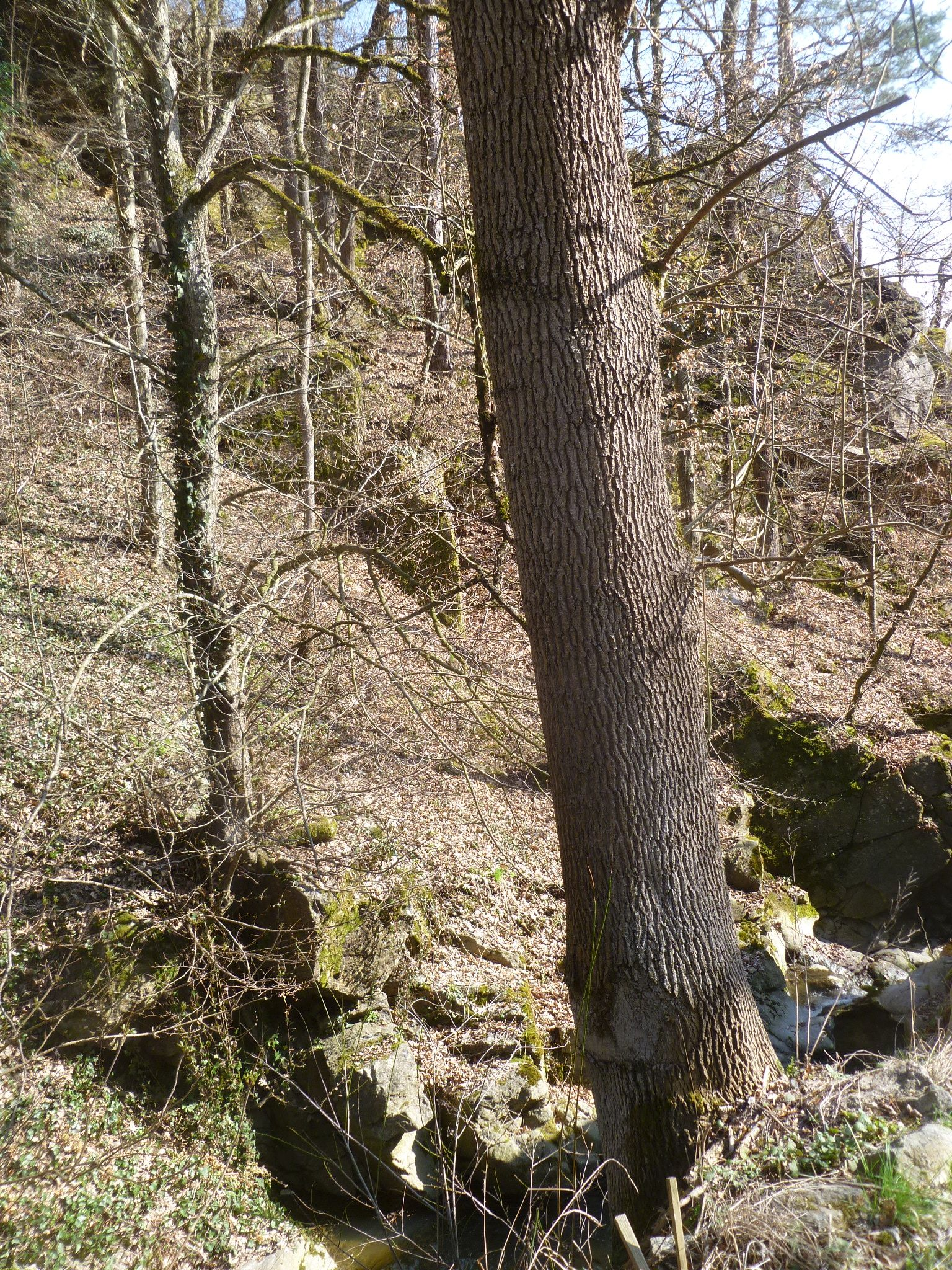
Burgruine Freudenstein: Schlucht
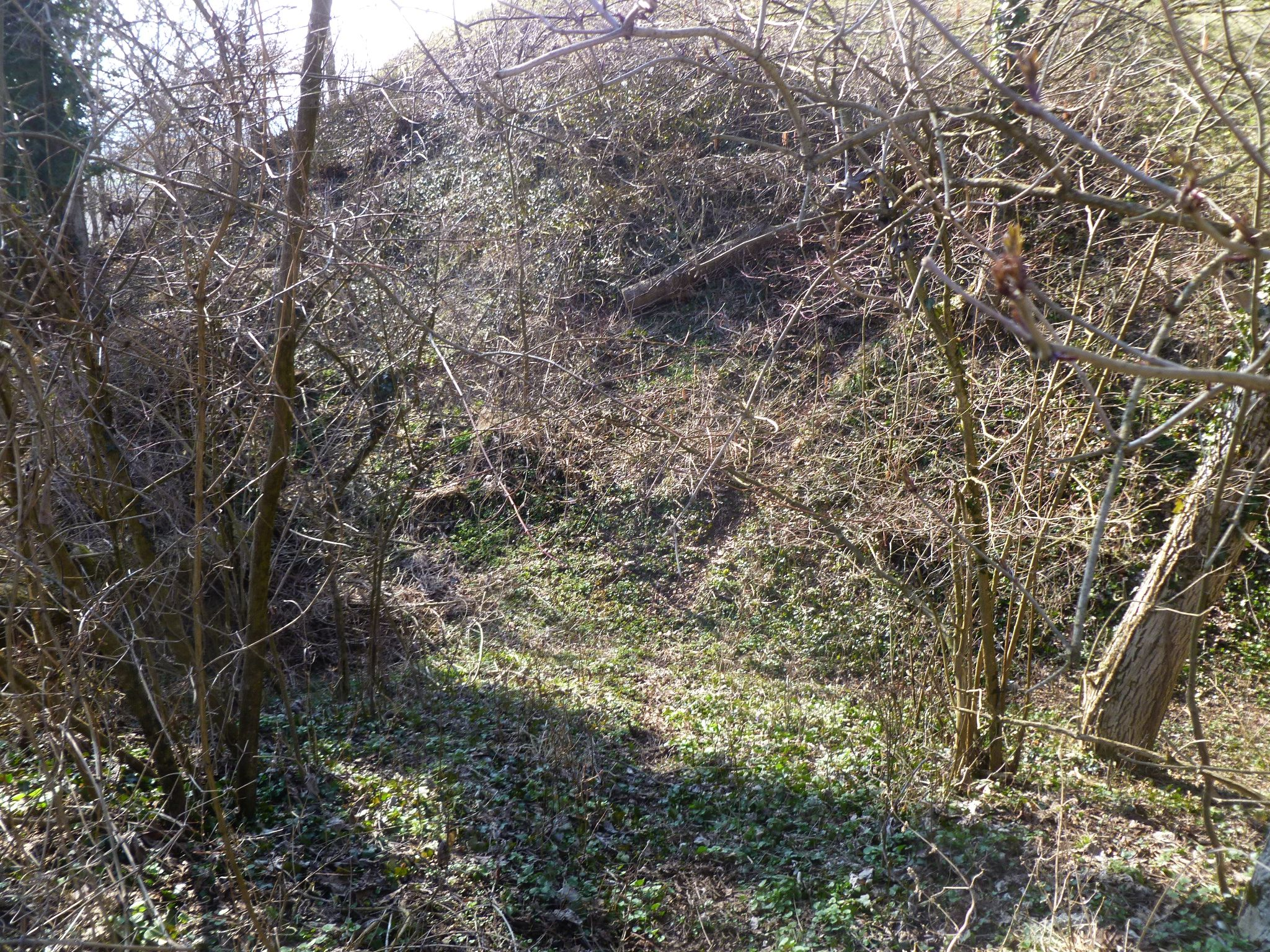
Burgruine Freudenstein: Burghügel